# Obertura
La obertura (del francés ouverture ‘apertura’, de ouvrir ‘abrir’) es la introducción instrumental de una ópera u otra obra dramática, musical o no, introducido en el siglo XVII. Algunas composiciones instrumentales independientes de los siglos XIX y XX también fueron llamadas oberturas por sus compositores, como es el caso de la obertura Las Hébridas de Felix Mendelssohn. Estas estaban «al principio, sin duda, destinados a ser interpretados a la cabeza de un programa».

## Historia
Las primeras óperas que datan de principios del siglo XVII, no tenían oberturas pero sí una introducción que hacían los vocalistas en la que realizaban un resumen de la acción que se iba a desarrollar acto seguido. Las introducciones instrumentales se comenzaron a utilizar habitualmente a mediados del siglo XVII, cuando se desarrollaron dos formas características: la obertura francesa, desarrollada por Jean Baptiste Lully, estaba compuesta de dos partes, la primera lenta y estática y la segunda rápida y con muchos detalles contrapuntísticos; y la obertura italiana, desarrollada a finales del siglo XVII por Alessandro Scarlatti, que tenía tres secciones: rápida, lenta y rápida. Este fue el antecedente del género instrumental independiente de la sinfonía. Sin embargo, lo más importante fue el prólogo, que comprendía un diálogo cantado entre personajes alegóricos que presentaban los temas generales de las historias representadas.
Hasta finales del siglo XVIII, las oberturas no estaban relacionadas de algún modo con las óperas que se desarrollaban a continuación. El compositor alemán Christoph Willibald Gluck fue uno de los primeros que usó material de sus óperas para sus oberturas. De esta manera, éstas establecían el perfil emocional de la ópera que seguía. La influencia de las ideas de Gluck es evidente en la ópera de 1787 Don Giovanni de Wolfgang Amadeus Mozart, en la que por primera vez se escucha la música de las últimas escenas en la obertura. El empleo de la música utilizada más tarde en la propia ópera se puede apreciar en las tres primeras oberturas de la ópera de Ludwig van Beethoven Fidelio. 
En el siglo XIX, la obertura evolucionó hacia un único movimiento, de forma similar al primer tiempo de la sonata o de la sinfonía, a diferencia de los dos movimientos de la obertura francesa y los tres de la obertura italiana. El compositor italiano Gioacchino Rossini escribió gran número oberturas operísticas, destacando la obertura de Guillermo Tell en 1829. El compositor alemán Richard Wagner extendió aún más el uso de oberturas. Las oberturas de sus óperas realizan un repaso de la acción dramática de la trama de la ópera e incorporan temas de la música del drama. En las óperas de Wagner la obertura se convierte en un preludio extenso que lleva sin interrupción a la música del primer acto. La mayoría de los compositores posteriores abandonaron la obertura por completo, aunque esta sigue utilizándose en la opereta y en el musical.

## Funciones
- La obertura de ópera es una pieza instrumental introductoria a una ópera, que suele interpretarse cuando el telón aún está cerrado. La obertura introduce musicalmente el tenor de la obra y, a menudo, elementos esenciales de la trama, así como rasgos destacados del carácter de los personajes que actúan. A veces se hace hincapié en representar musicalmente el camino hacia la primera escena (Rameau, Gluck). 
  - La obertura popurrí es una variante de la obertura de ópera, especialmente común en las operetas. Contiene las melodías más importantes. En ella se mezclan las melodías más importantes de la ópera o la opereta. Un ejemplo típico es la obertura de la opereta Die Fledermaus de Johann Strauss.

- La obertura de concierto es una pieza orquestal de menor escala, compuesta específicamente para su uso en conciertos orquestales sin referencia a una ópera. Suele adoptar la forma de un movimiento rápido de sonata precedido de una introducción lenta. A menudo, estas oberturas también tienen un trasfondo programático (Las Hébridas de Mendelssohn) o fueron compuestas con motivo de una celebración (Zur Weihe des Hauses de Beethoven, Akademische Festouvertüre de Brahms).

- Las oberturas de escenas: A menudo compuestas para acompañar obras de música escénica, las oberturas también llevaban prefijos. Especialmente conocidas son la Obertura Egmont y Obertura Coriolano de Beethoven y Schubert. La obertura de El arpa mágica de Mendelssohn, la obertura de la obra de Shakespeare El sueño de una noche de verano.

## Obertura de concierto

### Inicios delsigloXIX
Aunque a finales del siglo XVIII las oberturas de ópera ya comenzaban a interpretarse como piezas independientes en la sala de conciertos, la obertura de concierto, concebida específicamente como una pieza de concierto individual sin referencia a la representación escénica y por lo general inspirada en algún tema literario, comenzó a aparecer en los albores del Romanticismo. Carl Maria von Weber escribió dos oberturas de concierto, Der Beherrscher der Geister (El soberano de los espíritus, 1811, una revisión de la obertura de su ópera inacabada Rübezahl de 1805), y Jubel-Ouvertüre (Obertura del jubileo, 1818, que incorpora Dios salve al rey en su clímax). No obstante, la obertura Sueño de una noche de verano (1826) de Felix Mendelssohn se considera generalmente como la primera obertura de concierto. Otras contribuciones de Mendelssohn a este género incluyen su obertura Mar en calma y viaje próspero (1828), su obertura Las Hébridas (1830; también conocida como La cueva de Fingal) y las oberturas Die schöne Melusine (La bella Melusina, 1834) y Ruy Blas (1839). Otras notables oberturas de concierto tempranas fueron escritas por Hector Berlioz (por ejemplo, Les Francs juges (1826), y Le corsaire (1828)).

### Finales delsigloXIX
En la década de 1850 la obertura de concierto empezó a ser sustituida por el poema sinfónico, una forma concebida por Franz Liszt en varias de sus obras que comenzaron como oberturas dramáticas. La distinción entre ambos géneros consistía en la libertad de moldear la forma musical según los requerimientos programáticos externos. El poema sinfónico se convirtió en la forma preferida de los compositores más "progresistas", como César Franck, Camille Saint-Saëns, Richard Strauss, Alexander Scriabin y Arnold Schoenberg, mientras que compositores más conservadores como Anton Rubinstein, Chaikovski, Johannes Brahms, Robert Schumann y Arthur Sullivan se mantuvieron fieles a la obertura.
En la época en que el poema sinfónico ya se había popularizado, Brahms escribió su Obertura del festival académico, Op. 80, así como su Obertura trágica, Op. 81. Una muestra clara de la influencia del poema sinfónico es la Obertura 1812] de Chaikovski. Su también conocida Romeo y Julieta'también se califica como obertura-fantasía.

### SigloXX
En la música europea posterior a 1900 un ejemplo de obertura que presenta una conexión con la forma tradicional es la Obertura festiva, Op. 96 (1954) de Dmitri Shostakovich, que consta de dos secciones enlazadas, "Allegretto" y "Presto" (Temperely 2001).  La obra de Malcolm Arnold A Grand, Grand Overture, Op. 57 (1956), es una parodia de la obertura de concierto de finales del siglo XIX, escrita para una gigantesca orquesta con órgano, instrumentos de viento metal adicionales y partes obbligato para cuatro rifles, tres aspiradoras Hoover (dos verticales en si bemol, una horizontal con ventosa desmontable en do), y una pulidora de suelos eléctrica en mi bemol; está dedicada al Presidente Hoover."

## Cine
En las películas o series de televisión, la obertura es una pieza musical que establece el estado de ánimo para la película o serie de televisión antes de que comiencen los créditos de apertura.

## Lista de repertorio estándar
Algunas oberturas conocidas o interpretadas habitualmente:
- Anton Arensky: A Dream on the Volga
- Malcolm Arnold:
  - Beckus the Dandipratt
  - Peterloo
  - Tam O'Shanter
- Daniel Auber: Fra Diavolo
- Samuel Barber: Obertura de The School for Scandal
- Arnold Bax: Obertura de una comedia picaresca
- Ludwig van Beethoven:
  - Leonora n.º 1
  - Leonora n.º 2
  - Leonora n.º 3
  - Fidelio
  - Obertura Coriolano
  - Egmont
  - Las ruinas de Atenas
- Arthur Benjamin
  - Obertura de una comedia italiana
- Hector Berlioz:
  - Benvenuto Cellini
  - Le carnaval romain
  - El corsario
  - Les Francs-Juges
  - El rey Lear
  - Waverley
- Leonard Bernstein: Candide
- Georges Bizet: Carmen
- Alexander Borodin: El príncipe Ígor
- Johannes Brahms:
  - Obertura del festival académico
  - Obertura trágica
- Anton Bruckner: Obertura en sol menor WAB 98
- Aaron Copland: An Outdoor Overture
- Antonín Dvořák: Obertura Carnaval
- Edward Elgar:
  - In the South (Alassio)
  - Cockaigne
  - Froissart
- George Gershwin: 
  - Obertura cubana
  - Obertura de Strike Up the Band
- Philip Glass:
  - Obertura 2012
  - Obertura del Rey Lear
- Mikhail Glinka: Ruslán y Liudmila
- Antônio Carlos Gomes: Il Guarany
- Edvard Grieg: En otoño
- George Frideric Handel
  - Obertura de Música para los reales fuegos de artificio
  - Obertura de Música acuática
  - Obertura del Mesías y otros oratorios
- Joseph Haydn: Armida
- Ferdinand Hérold: Zampa
- John Ireland:
  - A London Overture
  - Obertura Satyricon
- Édouard Lalo: Le roi d'Ys
- Franz Lehár: La viuda alegre
- Hamish MacCunn: The Land of the Mountain and the Flood
- Felix Mendelssohn:
  - Las hébridas (o La cueva de Fingal)
  - Mar en calma y viaje feliz
  - El sueño de una noche de verano
  - Ruy Blas
- Nikolai Myaskovsky:
  - Obertura patética
  - Obertura Salutation
- Wolfgang Amadeus Mozart:
  - Le nozze di Figaro
  - La clemenza di Tito
  - Così fan tutte
  - Don Giovanni
  - Idomeneo, re di Creta
  - Die Entführung aus dem Serail
  - Die Zauberflöte
- Otto Nicolai: The Merry Wives of Windsor
- Carl Nielsen:
  - Maskarade
  - Obertura Helios
- Jacques Offenbach:
  - Orfeo en los infiernos
- Serguéi Prokófiev: Obertura sobre temas hebreos
- Emil von Reznicek: Donna Diana
- Nikolái Rimski-Kórsakov: Obertura del Festival ruso de Pascua
- Gioachino Rossini:
  - La cambiale di matrimonio
  - Tancredi
  - Il signor Bruschino
  - Il turco in Italia
  - La Cenerentola
  - Semiramide
  - Il viaggio a Reims
  - Il barbiere di Siviglia
  - La gazza ladra
  - L'italiana in Algeri
  - La scala di seta
  - Guillermo Tell
- Franz Schubert:
  - Obertura en estilo italiano, D.590
  - Rosamunde
- Robert Schumann:
  - Obertura, scherzo y finale, Op. 52
  - Manfred
  - Genoveva
  - Faust
  - Julius Caesar
  - Hermann und Dorothea
  - Die Braut von Messina
- Dmitri Shostakovich: Obertura festiva
- Bedřich Smetana: La novia vendida
- Johann Strauss: Die Fledermaus
- Jean Sibelius: Obertura de La tempestad
- Arthur Sullivan:
  - The Mikado
  - The Gondoliers
  - Los alabarderos de la Casa Real
- Franz von Suppé
  - Obertura de Caballería ligera
  - La bella Galatea
  - Poeta y campesino
- Piotr Ilich Chaikovski:
  - Obertura 1812
  - Hamlet (Obertura-Fantasía)
  - Romeo y Julieta (Obertura-Fantasía)
  - El cascanueces (Obertura miniatura)
- Giuseppe Verdi: 
  - La forza del destino
  - Nabucco
  - I vespri siciliani
- Richard Wagner:
  - Obertura Fausto
  - Rienzi
  - Der fliegende Holländer
  - Tannhäuser
  - Die Meistersinger von Nürnberg
- Ralph Vaughan Williams: The Wasps
- William Walton
  - Obertura del Festival de Johannesburgo
  - Obertura Scapino
  - Obertura Portsmouth Point
- Carl Maria von Weber:
  - Euryanthe
  - Der Freischütz
  - Oberon